# Diecéze Grand-Bassam
Diecéze Grand-Bassam je římskokatolická diecéze, nacházející se v Pobřeží slonoviny.

## Území
Diecéze zahrnuje města Port-Bouët, Koumassi a region Sud-Comoé.
Biskupským sídlem je město Grand Bassam, kde se nachází hlavní chrám diecéze, Katedrála Nejsvětějšího Srdce Ježíšova.
Rozděluje se do 52 farností.
Je součástí církevní provincie Abidžan.

## Historie
Diecéze byla zřízena 8. června 1982 bulou De universa Ecclesia papeže Jana Pavla II. z části území arcidiecéze Abidžan.

## Seznam biskupů
- 1982–1993 Joseph Akichi
- 1994–2010 Paul Dacoury-Tabley
- od 2010 Raymond Ahoua, F.D.P.